# O Pai da Noiva 2
O Pai da Noiva 2 (em inglês:  Father of the Bride Part II) é um filme estadunidense de 1995, do gênero comédia romântica, dirigido por Charles Shyer, com roteiro de Nancy Meyers e Charles Shyer, com a trilha sonora de Alan Silvestri e baseado em um livro de Edward Streeter. 
É a sequência do filme lançado em 1991, Father of the Bride. Também é um remake do filme de 1951, Father's Little Dividend, a sequência do original Father of the Bride de 1950.

## Sinopse
George Banks sente-se jovem demais para a idade, mas velho demais para aventuras. Quando sua filha Annie, recentemente casada, anuncia estar grávida, ele se sente em dúvida se realmente está preparado para ser avô. Mas quando acha que já tem dilemas suficientes sobre suas competências para encarar seus novos tempos, sua esposa Nina lhe dá a noticia de que ele será pai outra vez. George entra numa louca crise de meia-idade, que o leva do desespero a alegria.

## Elenco
- Steve Martin.... George Banks
- Diane Keaton.... Nina Banks
- Martin Short.... Franck Eggelhoffer
- Kimberly Williams-Paisley.... Annie Banks
- Kieran Culkin.... Matty Banks
- George Newbern.... Bryan MacKenzie
- Peter Michael Goetz.... John MacKenzie
- Kate McGregor-Stewart.... Joanna MacKenzie
- B.D. Wong.... Howard Weinstein
- Jane Adams.... Dra. Megan Eisenberg
- Eugene Levy.... Sr. Habib
- April Ortiz.... Olivia
- Dulcy Rogers.... Ava
- Adrian Canzoneri.... Justin

## Recepção
O Pai da Noiva 2 recebeu uma resposta crítica mista de fãs e críticos, e detém actualmente uma taxa de aprovação de 50% no Rotten Tomatoes.